# Christina Rossetti

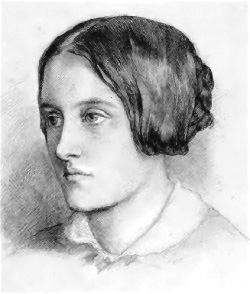
Christina Rossetti; porträtiert von ihrem Bruder

Christina Georgina Rossetti (* 5. Dezember 1830 in London; † 29. Dezember 1894 ebenda) war eine britische Dichterin im viktorianischen Zeitalter.

## Leben

### Familie und Kindheit
Christina Rossettis Vater war der italienische Dichter und Gelehrte Gabriele Rossetti, der aus Neapel fliehen musste und in England politisches Asyl fand. Ihre Mutter Frances Polidori war die Tochter des Schriftstellers Gaetano Polidori und eine Schwester des Schriftstellers John Polidori. Christina wurde mit ihren drei Geschwistern Dante Gabriel Rossetti (1828–1882), William Michael Rossetti (1829–1919) und Maria Francesca Rossetti (1827–1876) zu Hause unterrichtet. Wie alle Geschwister sprach auch sie perfekt Italienisch.
Christina kränkelte in ihrer Jugend häufig und schrieb schon früh Gedichte. Ein erster Gedichtband wurde von ihrem Großvater Gaetano Polidori 1847 in dessen eigener Druckerei gedruckt.
Die Mutter Frances und ihre beiden Töchter, zunächst gläubige Mitglieder des evangelikalen Zweigs der Church of England, wandten sich in den 1840er Jahren der Oxford-Bewegung zu, den „Tractarians“, die sich durch Verteilen von Traktaten für eine Kirche der Vorväter einsetzten. Christina Rossetti wurde 1845 in der Christ Church eingesegnet.
Durch Krankheit und nachlassende Sehkraft musste der Vater seine Stelle am King’s College 1845 aufgeben. Die finanziellen Schwierigkeiten versuchte die Mutter mit einer Tagesschule in der Arlington Street aufzufangen, wobei sie die Töchter unterstützten. Eine weitere Schule in Frome, Somerset, musste nach einem Jahr aufgegeben werden.

### Verlobungen, religiöse Orientierung, Reisen
Christina Rossetti verliebte sich 1848 in den Maler James Collinson, der zum präraffaelitischen Freundeskreis ihrer Brüder gehörte. Er war aus der Anglikanischen Kirche ausgetreten und der Römisch-Katholischen Kirche beigetreten. Collinson machte Christina einen Heiratsantrag und kehrte ihr zuliebe in die Anglikanische Kirche zurück. Als Collinson 1850 jedoch erneut der Katholischen Kirche beitrat, löste Christina die Verlobung auf. Diese Enttäuschung erschütterte sie schwer.
Unter dem Pseudonym Ellen Alleyne veröffentlichte sie 1850 sieben Gedichte in The Germ, der Zeitschrift der Präraffaelitischen Bruderschaft. Am 26. April 1854 starb der Vater Gabriele.
Ihr Glaube spielte eine sehr entscheidende Rolle in ihrem Leben und beeinflusste all ihre Entscheidungen. So gab sie z. B. das Schachspielen auf, weil sie sich über das Gewinnen zu sehr freute. Sie überklebte anti-religiöse Passagen von Algernon Swinburnes Gedicht Atalanta in Calydon, war gegen Nacktheit auf Gemälden und weigerte sich, Parsifal zu sehen, weil darin heidnische Mythologie zelebriert werde.

Die vier Rossetti-Geschwister 1864

1861 reiste sie mit der Mutter und ihrem Bruder William nach Paris und in die Normandie. 1862 verliebte sich Christina in den aus St. Petersburg stammenden Charles Bagot Cayley, der bei ihrem Vater studiert hatte. Cayley wollte sie heiraten. Hindernis war das Finanzielle, wobei ihr Bruder William Michael eine Mitgift angeboten hatte, vor allem aber war Cayley Agnostiker und konnte ihre Erwartungen in Glaubensfragen nicht erfüllen. Die beiden blieben freundschaftlich verbunden.
Eine zweite Reise auf den Kontinent, wiederum mit Mutter und Bruder William, führte sie 1865 über den Gotthardpass nach Verona (Italien) und zurück über den Splügenpass nach Schaffhausen.

### Schicksalsschläge
In den 1870er Jahren schrieb Christina Rossetti für die Society for Promoting Christian Knowledge (Gesellschaft zur Verbreitung christlichen Glaubens). Als ihr Bruder William 1874 heiratete, zog sie zusammen mit ihrer Mutter und deren beiden Schwestern nach No. 30, Tarrington Square. 1871 erkrankte sie im Alter von 41 Jahren an der Basedowschen Krankheit, einer Krankheit der Schilddrüse. Diese entstellte und behinderte sie schwer. Sie begann mit dem Schreiben religiöser Essays.
1876 starb ihre Schwester Maria und 1882 ihr Bruder Dante Gabriel in Birchington-on-Sea, nachdem sie ihn mit ihrer Mutter mehrere Wochen gepflegt hatte. Am 8. April 1886 starb ihre Mutter. Ihre Tante Charlotte folgte 1890 und 1893 ihre Tante Eliza, die sich viele Jahre um Christina gekümmert hatten.

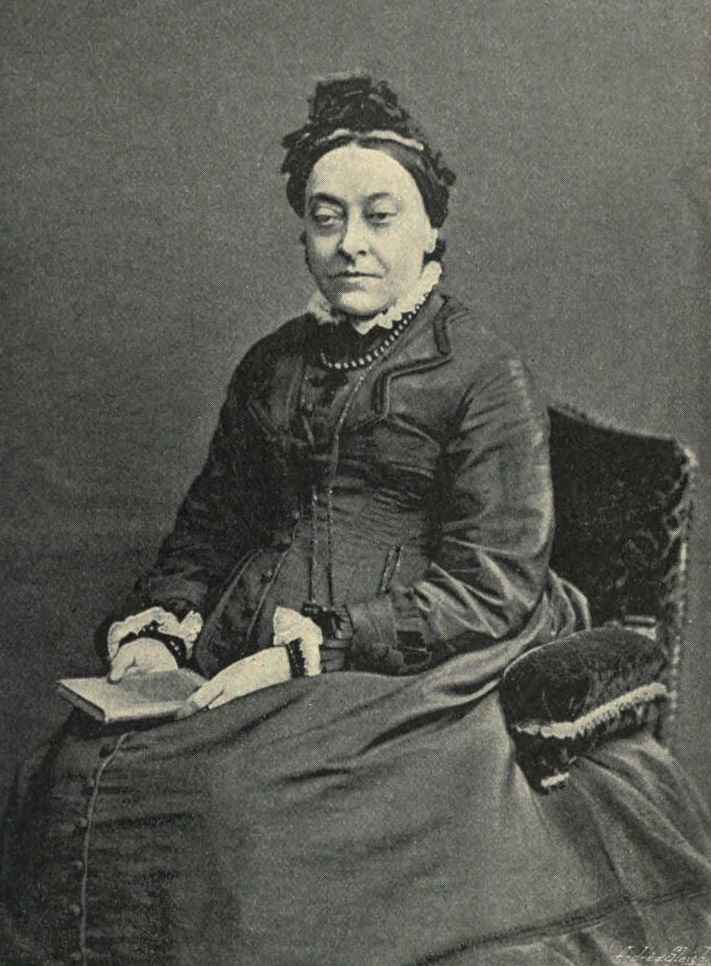
Christina Rossetti im Alter von etwa 60 Jahren

Christina Rossetti erlag 1894 einem langjährigen Krebsleiden. Sie wurde im Grab ihrer Eltern auf dem Friedhof von Highgate in London beigesetzt.

### Wahrnehmung
Im Tafelservice berühmter Frauen von Vanessa Bell und Duncan Grant von 1934 ist ihr ein Teller gewidmet.

## Dichterisches Schaffen
Christina Rossetti schrieb seit ihrer Jugend. Viele ihrer Gedichte handeln vom Leid auf Erden, dem Tod, dem Jenseits (Himmel, Paradies) und von unglücklicher Liebe. Einen weiteren großen Teil machen ihre Kindergedichte aus, allen voran Goblin Market, das, wie Christina immer wieder betonte, „nur ein Märchen“ sei. Aber es finden sich sehr viele Bilder und Symbole, die das Werk für vielschichtige Interpretationen offenlassen. Die Rose, die Christina als ihr persönliches Zeichen auserwählt hatte, findet sich oft in ihren Gedichten.

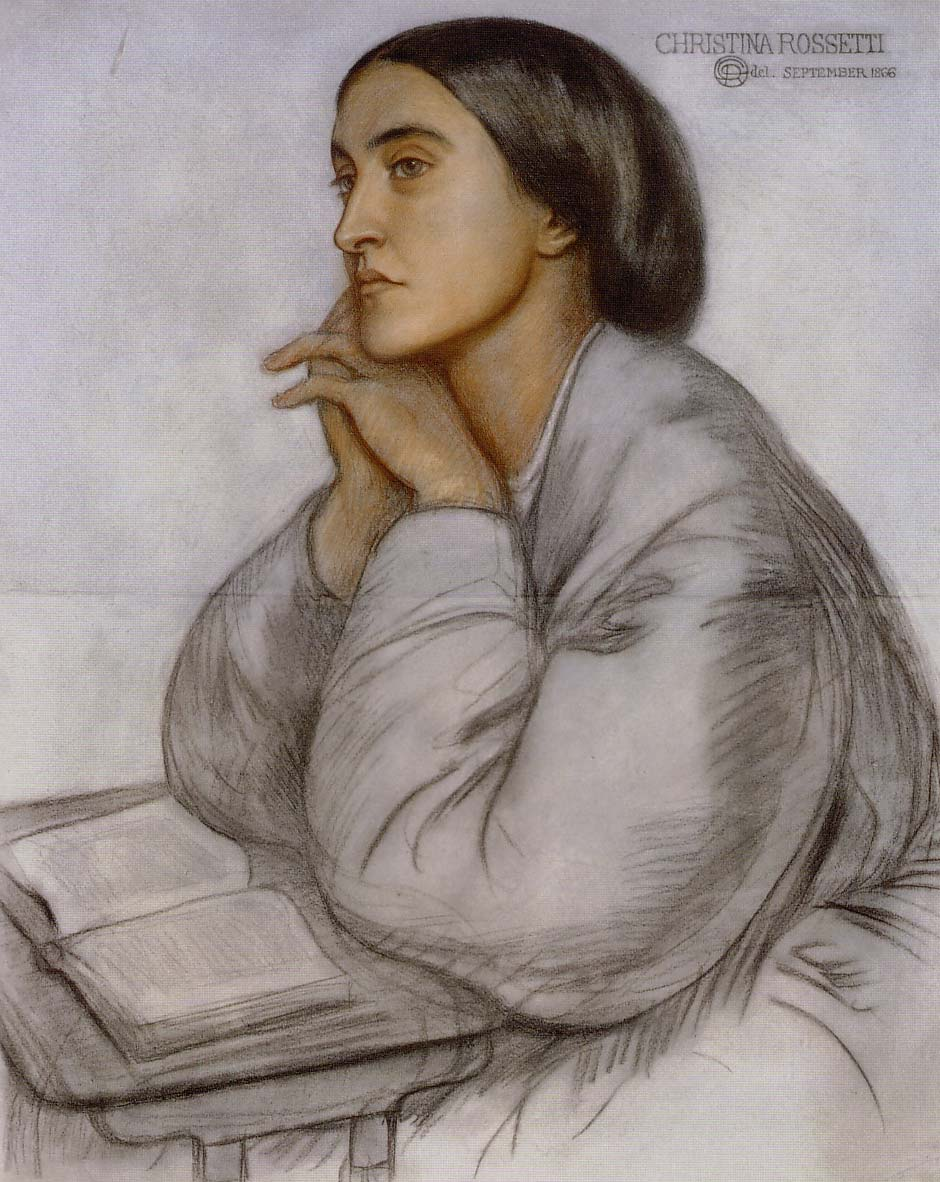
Das Porträt von Christina Rossetti, von ihrem Bruder, Dante Gabriel Rossetti

| The Milking-Maid (Das Milchmädchen) The year stood at its equinox, And bluff the North was blowing. A bleat of lambs came from the flocks, Green hardy things were growing. I met a maid with shining locks, Where milky kine were lowing. She wore a kerchief on her neck, Her bare arm showed its dimple. Her apron spread without a speck, Her air was frank and simple. She milked into a wooden pail, And sang a country ditty - An innocent fond lovers' tale, That was not wise nor witty. She kept in time without a beat, As true as church-bell ringers, Unless she tapped time with her feet, Or squeezed it with her fingers. I stood a minute out of sight, Stood silent for a minute, To eye the pail, and creamy white The frothing milk within it. | To eye the comely milking maid, Herself so fresh and creamy. “Good day to you!” at last I said, She turned her head to see me. “Good day!” she said with lifted head, Her eyes looked soft and dreamy. And all the while she milked and milked The grave cow heavy-laden. I've seen grand ladies, plumed and silked, But not a sweeter maiden. But not a sweeter fresher maid Than this in homely cotton, Whose pleasant face and silky braid I have not yet forgotten. Perhaps my rose is overblown, Not rosy or too rosy. Perhaps in farmhouse of her own Some husband keeps her cosy. Where I should show a face unknown? - Good bye, my wayside posy! |  |

(Aus dem Gedicht The Milking-Maid (Das Milchmädchen) von Christina Georgina Rossetti)

## Werke

The End of the Year, 1856

- Goblin Market and Other Poems. London: Macmillan, 1862. deutsch: Viktoria-Verlag, Meißen 2005, ISBN 3-936671-13-3.
- Maude: prose and verse, 1850 Publisher: Duffield New York 1906, online.
- „The Prince's Progress and other Poems.“ 1866.
- Sing-song, a nursery rhyme book (1872, 1893), with 120 Illustrations by Arthur Huges. Publisher: MacMillan & Co. London, 1893, online.
- Commonplace, and other short stories. Publisher: F. S. Ellis, London 1870, online.
- „Annus Domini, a Prayer for each Day of the Year.“ 1874.
- „Speaking Likenesses.“ 1874.
- „Seek and Find.“ 1879.
- „Called to be Saints.“ 1881.
- „Letter and Spirit“ 1883.
- „The Face of the Deep, a Devotional Commentary on the Apocalypse.“ 1892.
- Time flies: a reading diary (1886), online.
- Reflected Lights from "The Face of the Deep". 1893, online.

Posthume Veröffentlichungen, Übersetzungen ins Deutsche
- Leiden können: englische und italienische Gedichte. Übersetzt und mit einem Nachwort versehen von Hinrich Hudde. Pano-Verlag, Zürich 2003, ISBN 3-907576-58-6.
- Monna Innominata: Herrin Ungenannt. Ein Sonett aus Sonetten. Übertragen von Hinrich Hudde. Drachen-Presse, Berlin 2002.
- New Poems by Christina Rossetti: Hitherto Unpublished Or Uncollected. Edited by William Michael Rossetti. Publisher: MacMillan & Co., London 1896, online.
- Poems of Christina Rossetti. Chosen and edited by William Michael Rossetti. Publisher: MacMillan & Co., London 1904, online.
- Rebecca W. Crump: Complete Poems of Christina Rossetti. In two Volumes. A Variorum Edition. Louisiana State University Press, Baton Rouge 1986. ISBN 978-0-8071-1246-5

## Vertonungen
- Ola Gjeilo: The Rose auf dem Album Winter Songs für SATB, Klavier und Streicher, 2017 Walton music
- Samuel Coleridge-Taylor: Six Sorrow Songs (op. 57; 1904) für Singstimme und Klavier

1. Oh what comes over the sea (aus: New Poems, 1896/1904) – 2. When I am dead, my dearest (= Song aus: Goblin Market and other Poems, 1862) – 3. Oh roses for the flush of youth (= Song aus: Germ, 1850) – 4. She sat and sang alway (= Song aus: Goblin Market and other Poems, 1862) – 5. Unmindful of the roses (= One Sea-Side Grave) – 6. Too late for love (aus: The Prince’s Progress and other Poems, 1866)
- Samuel Coleridge-Taylor: A lament („Why were you born when the snow was falling…“; 1910) für Singstimme und Klavier
- Sidney Homer: Seventeen lyrics from Sing-song: op. 19, Singstimme und Klavier. Verlag G. Schirmer, New York (c1908), online
- Uwe Strübing: Fünf Lieder (op. 86; 2006) für Sopran und Klavier. UA 24. März 2011 Erlangen (Redoutensaal; Rebecca Broberg [Sopran], Lilian Gern [Klavier])

1. An End („Love, strong as Death, is dead…“) – 2. A Song („When I am dead, my dearest…“) – 3. Cobwebs („It is a land with neither night or day…“) – 4. What would I give („What would I give for a heart of flesh to warm me through…“) – 5. Echo („Come to me in the silence of the night…“)
- Wolf-Dietrich Hörle: Remember: Für gemischten Chor, Partitur im Waldkauz-Verlag, Solingen, WK 4004
- Ralph Vaughan Williams: Rest (1902; für gemischten Chor SSATB), Bosworth Music